# Sismología mediante reflexión

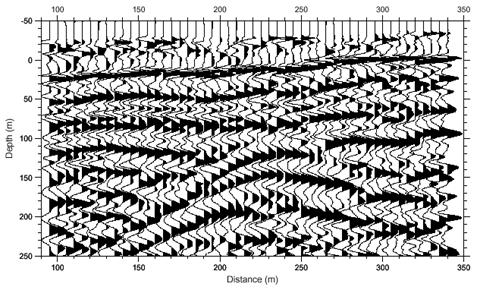
Ejemplo del tipo de información recolectada mediante el empleo del método de sismología por reflexión.

La sismología mediante reflexión (o reflexión sísmica) es un método de exploración geofísica que usa los principios de la sismología para estimar las propiedades del subsuelo haciendo uso de ondas sísmicas reflejadas. El método requiere una fuente de energía sísmica controlada, como dinamita/Tovex una pistola de aire especial o excitador sísmico, conocida comúnmente por la marca Vibroseis. La sismología mediante reflexión aplica principios similares a los utilizados por el sonar o la ecolocalización.

## Descripción del método
Las ondas sísmicas son perturbaciones mecánicas que viajan por la Tierra a una velocidad determinada por la impedancia acústica del medio por el cual viajan. La impedancia acústica (o sísmica),  Z, se encuentra definida por la siguiente ecuación:
{\displaystyle Z=V\rho \ },
Donde V es la velocidad de la onda sísmica y ρ es la densidad de la roca.
Cuando una onda sísmica que se desplaza a través de la Tierra encuentra una entre dos materiales con diferentes impedancias acústicas, una porción de la energía que transporta se refleja en la interfase y otra porción se refracta a través de la interfase. En esencia, la técnica de reflexión sísmica consiste en generar ondas sísmicas y medir el tiempo que le toma a las ondas viajar desde la fuente, reflejarse en la interfase y ser detectadas por un conjunto de detectores (o geófonos) ubicados en la superficie del terreno.  Si se conocen los tiempos de viaje desde la fuente a los distintos detectores, y la velocidad de las ondas sísmicas, un geofisico puede reconstruir las trayectorias que siguieron las ondas de se forma de reconstruir una imagen de como y donde se encuentran los organizados los materiales que conforman el terreno bajo la superficie.
Al igual que con otros métodos geofísicos, la sismología mediante reflexión puede ser considerada un tipo de problema inverso. O sea, dado un conjunto de datos recolectados mediante experimentos y las leyes físicas que son de aplicación al experimento, el experimentador desea desarrollar un modelo abstracto del sistema físico que se está estudiando.  En el caso de la sismología de reflexión, los datos experimentales son registrados mediante sismogramas, y el resultado buscado es un modelo de la estructura y propiedades físicas de la corteza de la Tierra.  De manera similar a otros problemas inversos, los resultados que se obtienen mediante la técnica de sismología por reflexión por lo general no son unívocos (más de un modelo es capaz de explicar los datos recolectados) y pueden ser sensibles a incertidumbres y errores relativamente pequeños en la recolección, procesamiento y análisis de los datos. Por estas razones, se debe tener sumo cuidado en la interpretación de los resultados obtenidos mediante sismología de reflexión.

### El experimento de reflexión
El principio básico de la reflexión sísmica es enviar ondas elásticas (utilizando una fuente de energía tal como una explosión con dinamita o Vibroseis) hacia la Tierra, donde cada interfase entre las capas de materiales dentro de la Tierra reflejará una parte de la energía de la onda hacia la superficie y permitirá que el resto de la energía se refracte y continúe viajando hacia la próxima capa. Estas ondas de energía reflejadas son registradas durante un determinado lapso de tiempo (denominado la longitud del registro) por receptores que detectan el desplazamiento del terreno en el sitio donde se los ha colocado. En tierra firme, el receptor generalmente utilizado es un pequeño instrumento portátil denominado geófono, el cual convierte el desplazamiento del suelo en una señal eléctrica analógica. En el agua, se utilizan hidrófonos, los cuales convierten los cambios de presión en señales eléctricas. La respuesta de cada receptor o sensor ante una descarga de energía (o explosión) es denominada “traza” y queda registrada en un dispositivo de almacenamiento de datos, después de lo cual se desplaza el punto en que se inyecta la energía y se repite el proceso. Generalmente, las señales registradas pasan por un complejo proceso de procesamiento antes de estar listas para su interpretación, siendo esta un área de considerable investigación tanto en la industria como en el ámbito académico. Por lo general, cuanto más compleja es la geología del terreno bajo estudio, más sofisticadas son las técnicas que se requieren para eliminar la influencia del ruido de la medición y aumentar la resolución. En los relevamientos sísmicos modernos mediante reflexión se registran cantidades tan grandes de información y datos que es preciso recurrir a poderosas computadoras para procesarlos, llegando a utilizarse supercomputadoras o clústers de computadoras.

### Reflexión y transmisión para el caso de incidencia perpendicular a la interfase

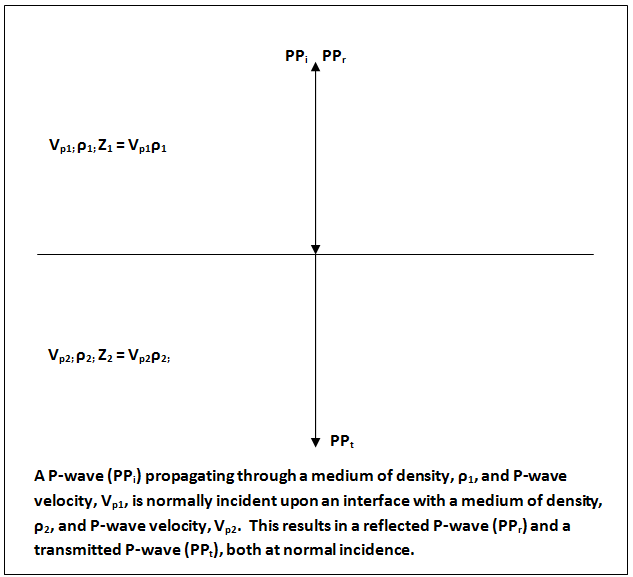
Onda-P se refleja en una interfase que se encuentra perpendicular a la dirección con la que incide.

Cuando una onda sísmica se encuentra con una interfase entre dos materiales con distintas impedancias acústicas, una porción de la energía de la onda se reflejará en la frontera, mientras que la otra parte de la energía será transmitida pasando a través de la frontera. La amplitud de la onda reflejada se obtiene multiplicando la amplitud de la onda incidente por el coeficiente de reflexión sísmico {\displaystyle R}, determinado por el contraste entre las impedancias de los dos materiales.
Para el caso de una onda que incide sobre una interfase en forma perpendicular, el coeficiente de reflexión se calcula como
{\displaystyle R={\frac {Z_{2}-Z_{1}}{Z_{2}+Z_{1}}}},
donde {\displaystyle Z_{1}} y {\displaystyle Z_{2}} son la impedancia del primer y segundo material, respectivamente.
De forma similar, la amplitud de la onda incidente se multiplica por el coeficiente de transmisión para calcular la amplitud de la onda transmitida a través de la interfase. La fórmula para calcular el coeficiente de transmisión para incidencia normal es
{\displaystyle T=1-R={\frac {2Z_{1}}{(Z_{2}+Z_{1})}}}.
Como la suma de los cuadrados de las amplitudes de la onda reflejada y transmitida debe ser igual al cuadrado de la amplitud de la onda incidente, se puede demostrar que 
{\displaystyle Z_{1}(1-R^{2})={\frac {Z_{1}(Z_{2}+Z_{1})^{2}-Z_{1}(Z_{2}-Z_{1})^{2}}{(Z_{2}+Z_{1})^{2}}}={\frac {4Z_{2}Z_{1}^{2}}{(Z_{2}+Z_{1})^{2}}}=Z_{2}T^{2}}.
Mediante el estudio de los cambios en la intensidad de las ondas reflejadas, los sismólogos pueden inferir cambios en las impedancias sísmicas.  A su vez, pueden utilizar esta información para inferir cambios en las propiedades de las rocas en la interfase, tales como su densidad y su módulo elástico.

### Reflexión y transmisión para el caso de incidencia genérica

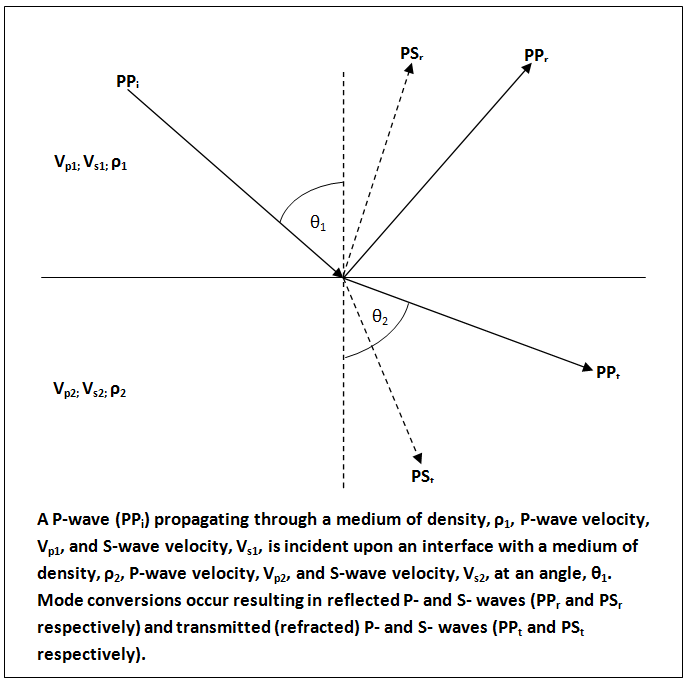
Diagrama que muestra las conversiones que tienen lugar cuando una onda P se refleja en una interfase para el caso en que la incidencia es oblicua.

La situación es mucho más complicada en el caso de que la onda incide en forma oblicua, debido a la conversión de modo entre ondas P y ondas S, y queda descrita por las ecuaciones de Zoeppritz. En 1919, Karl Zoeppritz obtuvo 4 ecuaciones que permiten determinar las amplitudes de las ondas reflejadas y refractadas en una interfase plana para una onda P en función del ángulo de incidencia y seis parámetros elásticos independientes. Estas ecuaciones tienen 4 incógnitas y es posible resolverlas pero las mismas no permiten comprender de forma intuitiva como es que las amplitudes reflejadas varían con las propiedades de las rocas bajo estudio.
Los coeficientes de reflexión y transmisión, que determinan la amplitud de cada reflexión, varían con el ángulo de incidencia y pueden ser utilizados para obtener información sobre la cantidad de fluido contenido en la roca.  La aplicación práctica del fenómeno de incidencia oblicua, denominado AVO, ha sido facilitado por estudios teóricos que han permitido obtener aproximaciones útiles de las ecuaciones de Zoeppritz y por los progresos experimentados en la capacidad de procesamiento mediante computadoras. Los estudios AVO intentan con un éxito relativo predecir los fluidos (petróleo, gas, o agua) contenidos en reservorios potenciales, para reducir los riesgos de perforar pozos improductivos e identificar nuevos reservorios de petróleo.  La simplificación de 3 términos de las ecuaciones de Zoeppritz que se utilizan con mayor frecuencia fue desarrollada en 1985 y es conocida como la "ecuación Shuey".  Una simplificación de 2 términos denominada la "aproximación Shuey", es válida para ángulos de incidencia menores que 30 grados (que es el caso por lo general en los relevamientos sísmicos) y es la que se indica a continuación:
{\displaystyle R(\theta )=R(0)+G\sin ^{2}\theta }
donde {\displaystyle R(0)} = coeficiente de reflexión para incidencia normal; {\displaystyle G} = gradiente AVO, describe el comportamiento de reflexión para ángulos intermedios para ángulos de incidencia intermedios y {\displaystyle (\theta )} = ángulo de incidencia. Para el caso de incidencia normal {\displaystyle (\theta )}=0, esta ecuación se reduce a la provista en la sección precedente. 
Insertar here subtitle
La sísmica de refleccion es un método utilizado en varios áreas y sus aplicaciones pueden ser divididas en tres grupos: 
- Superficie de baja profundidad – Una aplicación enfocada en comprender la geología en profundidades hasta 1 km aproximadamente. Usualmente usada en ingeniería, antropología y estudios ambientales, y también en exploración de carbón y minería.
- Exploración de Hidrocarburos - Usada en la industria de petróleo y gas para generar mapas sísmicos del subsuelo, usualmente hasta una profundidad de 10 km del subsuelo. Esto se puede combinar con otras herramientas como por ejemplo el análisis de atributivos sísmicos para generar un modelo geológico del área de interés.
- Estudios de la Corteza – Investigación, usualmente académica, de la estructura y origen de la corteza terrestre, incluyendo la discontinuidad Mohi y más allá hasta profundidades de usualmente 100 km.

Un método similar es el radar de penetración GPR, el cual usa ondas de radar en lugar de ondas mecánicas, aunque con una capacidad de penetración considerablemente menor.